# (1568) Aisleen
Aisleen és l'asteroide número 1568. Va ser descobert per l'astrònom E. L. Johnson des de l'observatori de Johannesburg (República Sudafricana), el 21 d'agost de 1946. La seva designació provisional era 1946 QB.